# Eupatoria (municipalité)
La municipalité d'Eupatoria (ukrainien : Євпаторійська міська рада, russe : Евпатори́йский городской сове́т) est l'une des 25 subdivisions administratives de la république de Crimée. Elle porte le nom d'Eupatoria, la ville principale, qui en est le centre administratif.

## Divisions administratives
Outre Eupatoria, qui est le centre administratif de la municipalité, celle-ci compte trois autres agglomérations :
- Myrnyi, une enclave se trouvant sur la mer Noire entourée par le raïon de Saki ;
- Novoozerne, enclave à l'intérieur des terres, également entourée par le raïon de Saki ;
- Zaozerne, située sur la mer Noire à proximité d'Eupatoria.